# Hannibal (film, 1959)
A Hannibal 1959-ben készült történelmi kalandfilm Hannibál életéről Victor Mature-ral a címszerepben.
Bud Spencer és Terence Hill első közös filmje, bár nem volt közös jelenetük. Bud Spencer egy törzsfőnököt játszó  mellékszereplő, akit alig lehet felismerni a jelmeze miatt.

## Tartalom
A film azzal kezdődik, hogy a római szenátus értesül arról, hogy a pun hadvezér hatalmas hadserege harci elefántok segítségével átkelt az Alpokon. Az átkelés jelentős veszteségekkel járt, de sikerült, mert számos helyi törzsfőnök támogatta Hannibált.
A pun seregek elfogták Szilviát, Fabius Maximus római szenátor unokahúgát. Hannibál és Szilvia egymásba szeretnek. A punok egy része ellenezte a házasságot, ezért Szilvát megpróbálták megölni. Hannibál egyik szemét elvesztette a csata alatt.
Fabius Maximus consul figyelmeztetése ellenére – aki azt javasolta, hogy ne vállaljanak csatát, illetve fárasszák ki ellenfelüket –, a római sereg csatába indult Cannae mellett, ahol hatalmas vereséget szenvedett.
Fabiust visszahívták, hogy a római sereg vezére legyen, a pun támadás lendülete ekkor már csökkenni kezdett. Hannibál felesége és gyermeke megérkeztek Karthágóból. Szilvia visszatért Rómába, ahol öngyilkos lett.
A film végén értesülünk arról, hogy Hannibál még évekig külföldön harcolt.

## Szereposztás
| Szerep            | Színész        |
| ----------------- | -------------- |
| Victor Mature     | Hannibal       |
| Gabriele Ferzetti | Fabius Maximus |
| Rita Gam          | Sylvia         |
| Milly Vitale      | Danila         |
| Rik Battaglia     | Hasdrubal      |
| Franco Silva      | Maharbal       |
| Terence Hill      | Quintilius     |

## Forgatás
Annak ellenére, hogy olasz film volt, túlnyomó részt az amerikai Warner Studio finanszírozta a forgatást.
Victor Mature 1959 márciusában írta alá a szerződést a római Liber Filmmel. A forgatás októberben kezdődött 2,5 millió dolláros költségvetéssel. Edgar Ulmer képviselte az amerikai céget.
Victor Mature és Rita Gam beszélt csak angolul, a többieket később olaszról angolra szinkronizálták.
A film eredetileg Hannibál életét személyesebb hangvételben kívánt bemutatni, de az amerikai stúdió igénye szerint egy szokványos történelmi filmet forgattak.
Edgar G. Ulmer rendezte, emellett az IMDB Carlo Ludovico Bragagliát társrendezőként említi. A film zenéjét Carlo Rustichelli szerezte.
Edgar G. Ulmer szerint a filmet annyira megvágták, hogy alig ismert rá a saját filmjére.

## Hibák
A film egy Rómáról készített olyan panorámával indul, amelyen a Colosseum is látható, de ezt a cselekmény idejéhez képest 300 évvel később építik fel.

## Forgatási helyszín
Avala Studio, Belgrád

## A film időtartama
Az angolul beszélő országok számára egy 103 perces, a többi ország számára pedig egy 95 perces verziót készítettek. Létezik még egy 100 perces változat. A British Board of Film Classification megemlít egy 104:40-es verziót is.
A verziók összehasonlítása itt található.

## A film technikai jellemzői
- Hangkeverés: Mono (Westrex Sound)
- Színes (Eastmancolor)
- Képarány: 2.35 : 1
- Kamera: Arriflex Cameras
- Labor: Technicolor
- Film hossza: 2 607 m
- Negatív formátum: 35 mm
- Supercinescope
- Pozitív formátum: 35 mm

## Videobemutatók
2004. október 19. USA DVD-premier (16:9, felirat nincs, Edgar G. Ulmer 33 perces interjú, fotó- és posztergaléria, mozielőzetes, színészek és a stáb életrajza).
1990-ben Ada Video Special Magyarországon feliratosan jelentette meg VHS-en. Ez egy erősen vágott verziót tartalmaz. Hossza 71 perc. Képaránya: 1:1,33.
DVD-n és Blu-Ray-en soha nem jelent meg hazánkban.
Gondos gyűjtők munkájának eredményeként magyar videomegosztó portálokon elérhető feliratosan a film 1:30:53 perces változatban. Tehát nem az Ada Video Special változat.

## Forgalmazók
- UFA-Filmverleih (1960) (NSZK) (mozi)
- Warner Bros. (1960) (USA) (mozi) (szinkronizált)
- Warner-Pathé Distributors (1960) (UK) (mozi)
- Easy Video (Italy) (VHS)
- Wonderworld Film & Video (West Germany) (VHS)
- Digitmovies Alternative Entertainment (zene) (Olaszország)

## Fordítás
- Ez a szócikk részben vagy egészben  az   Annibale (film) című olasz Wikipédia-szócikk ezen változatának fordításán alapul.  Az eredeti cikk szerkesztőit annak laptörténete sorolja fel. Ez a jelzés csupán a megfogalmazás eredetét és a szerzői jogokat jelzi, nem szolgál a cikkben szereplő információk forrásmegjelöléseként.
- Ez a szócikk részben vagy egészben  a   Hannibal (1959 film) című angol Wikipédia-szócikk ezen változatának fordításán alapul.  Az eredeti cikk szerkesztőit annak laptörténete sorolja fel. Ez a jelzés csupán a megfogalmazás eredetét és a szerzői jogokat jelzi, nem szolgál a cikkben szereplő információk forrásmegjelöléseként.
- Ez a szócikk részben vagy egészben  a   Hannibal (1959) című német Wikipédia-szócikk ezen változatának fordításán alapul.  Az eredeti cikk szerkesztőit annak laptörténete sorolja fel. Ez a jelzés csupán a megfogalmazás eredetét és a szerzői jogokat jelzi, nem szolgál a cikkben szereplő információk forrásmegjelöléseként.